# Sevan (oraș)
Sevan (armeană Սևան) este un oraș din provincia Gegharkunik, Armenia.